# Jaume Canyameres i Cortàzar

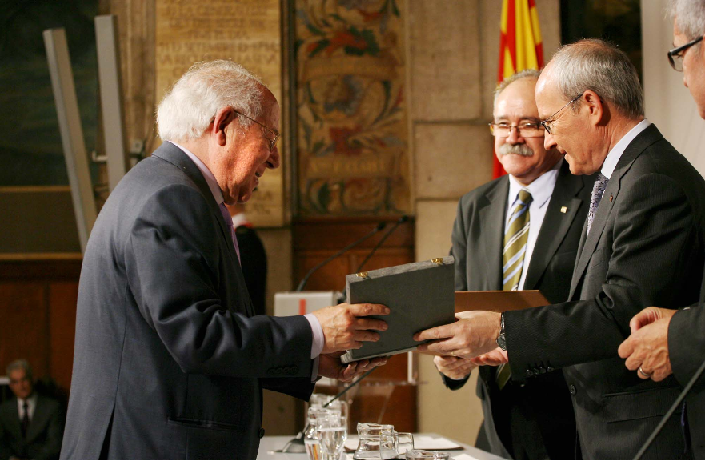
Jaume Canyameres rep la Creu de Sant Jordi de la mà de Josep-Lluís Carod-Rovira i de José Montilla

Jaume Canyameres i Cortàzar (Terrassa, 13 de febrer de 1931 – 29 de gener de 2017) fou un economista i promotor cultural català. A part de la seva carrera com a assessor empresarial, destaca la seva dedicació com a historiador, divulgador artístic i cultural, i la seva lluita en defensa dels drets socials i culturals catalans. La seva trajectòria el va fer mereixedor de la Creu de Sant Jordi de la Generalitat de Catalunya l'any 2009. Es casà l'any 1957 amb Teresa Sanahuja, amb qui tingué vuit fills i vuit nets.

## Biografia
A principis dels seixanta, cofundà la llibreria Àmfora, a la Plaça Vella de Terrassa. Aquesta seria la primera llibreria en català de la ciutat, que va servir de centre neuràlgic de trobades, exposicions i conferències durant anys.
A més, fou un dels principals promotors i organitzadors de la primera edició de la Setmana del Jove, amb la participació de múltiples associacions com el Centre Excursionista de Terrassa, Amics de les Arts i Joventuts Musicals, la penya ciclista, el Centre Social, o el Casino del Comerç, entre d'altres.
Tingué un paper important en el retorn d'intel·lectuals catalans, com ara el pintor i escriptor Josep Bartolí Guiu , o l'arquitecte i pintor, Antoni Peyrí Macià, net de Francesc Macià i fou clau per l'arribada dels escriptors Agustí Batra i Anna Murià a Terrassa de retorn de l'exili.
A les eleccions municipals de 1979 va ser escollit regidor de l'Ajuntament de Terrassa a les llistes de la UCD, i fou regidor d'economia fins al 1983. De 1995 a 1999 fou novament regidor com independent, i ocupà la mateixa regidoria, també com a tinent d'alcalde.
El 2013, anys després de la seva jubilació, va publicar el seu darrer llibre «I les xemeneies continuaren fumejant. Col·lectivitzacions i control obrer a Terrassa (1936-1939)» on recull tota aquesta reconstrucció que duu a terme al pas dels anys.
"Són vivències. Per la meva feina, vaig tenir contacte i vaig créixer amb l'esperit d'aquella ciutat", explica Canyameres.
"Quan el 18 de juliol va esclatar la Guerra Civil, hi va haver una setmana d'atur. Però després, tothom va tornar a la feina. Hi havia una actitud de responsabilitat i solidaritat, en general. És clar que hi havia elements radicals, com Pedro Alcocer, i que hi va haver empresaris que van marxar i altres van ser assassinats. Alguns treballadors van anar-los a buscar a casa per poder obrir la fàbrica". A través dels materials que aporta Canyameres fa una aproximació a la història de la ciutat i als protagonistes que van lluitar per aquella utopia de les col·lectivitzacions."
A més, aprofitant l'acte de publicació d'aquesta obra, va fer efectiva la cessió d'aquesta i d'altra documentació a l'Arxiu Comarcal del Vallès Occidental de Terrassa.
Paral·lelament, va recopilar una gran quantitat de llibres i cartells originals de la Guerra Civil. Per tal de garantir i facilitar l'accés a aquesta valuosa col·lecció, donà 2869 volums del seu fons bibliogràfic al Centre d'Informació i Documentació del Memorial Democràtic de Catalunya.
Tot i jubilar-se, en Jaume Canyameres va seguir assistint i participant activament en nombrosos actes ciutadans i socials de la ciutat, i va ser col·laborador regular del Diari de Terrassa, on tingué una secció d'opinió durant anys. Amb el pas del temps i amb ja vuitanta anys a l'esquena, anà reduint la seva activitat pública, en part també afectat per l'Alzheimer que se li diagnosticà. Finalment, després d'un deteriorament sobtat, morí a casa seva el 29 de gener de 2017.
El 2009 va rebre la Creu de Sant Jordi de la Generalitat de Catalunya. L'any 2012, pocs mesos després de la defunció de la seva dona, Teresa Sanahuja, li fou concedida la Medalla d'Honor de la Ciutat de Terrassa, en reconeixement de la seva llarga i exemplar trajectòria.